# Альвред Финнбогасон
Альвред Финнбогасон (исл. Alfreð Finnbogason; родился 1 февраля 1989, Рейкьявик, Исландия) — исландский футболист, нападающий.

## Карьера

### Клубная
Воспитанник исландских клубов «Фьольнир» (Рейкьявик) «Брейдаблик». Карьеру профессионального футболиста начал в «Брейдаблике» в сезоне 2007. Дебютировал в команде 30 июня 2008 года в матче против «Кеблавика», заменив на 85-й минуте встречи Мареля Балдвинссона. В следующем своём матче в чемпионате — 13 сентября 2008 года Альвред Финнбогасон поразил ворота «Фрама». В составе «Брейдаблика» форвард выступал до окончания сезона 2010 и по одному разу становился чемпионом и обладателем кубка страны. В 2009 году Альвред занял третье место в списке бомбардиров чемпионата и был признан молодым игроком года в Исландии. В 2010 году форвард стал лучшим бомбардиром первенства страны (совместно с Атли Бьорнссоном и Жилем Мбанг Ондо).
В ноябре 2010 года исландский нападающий стал игроком бельгийского клуба «Локерен». Альвред Финнбогасон впервые сыграл за новую команду 23 января 2011 года в матче чемпионата Бельгии против «Гента». Форвард вышел на замену на 82-й минуте встречи вместо Бенжамена Мокулу Тембе. Первый гол в лиге Жюпиле Альвред забил 12 февраля 2011 года в ворота «Шарлеруа».
За первую половину сезона 2011/12 исландский форвард сыграл в 7 матчах «Локерена», но ни разу не провёл на поле все 90 минут, и забил 1 гол. Несколько лучшей была статистика в кубке Бельгии, где Альвред Финнбогасон забил 2 гола в 3 матчах.
С марта по август 2012 года нападающий играл на правах аренды за шведский «Хельсингборг», с которым стал обладателем суперкубка Швеции.
Перед началом сезона 2012/13 исландский форвард перешёл в «Херенвен». Альвред Финнбогасон дебютировал за нидерландский клуб 26 августа 2012 года в матче против АЗ, а во втором матче за «Херенвен» отметился дублем в ворота «Аякса».
Летом 2014 года Альвред перешёл в испанский «Реал Сосьедад», подписав с клубом четырёхлетний контракт. В товарищеском матче против Аякса 19 июля 2014 года Альвред забил свой первый гол за новый клуб, но «Реал Сосьедад» уступил 3-1.
Завершил карьеру в 2024 году в клубе «Эйпен».

### В сборной
С 2009 по 2011 годы Альвред Финнбогасон выступал за молодёжную сборную Исландии. В составе команды форвард провёл 11 матчей, забил 5 голов и участвовал в чемпионате Европы—2011.
Альвред дебютировал за национальную сборную 21 марта 2010 года в товарищеском матче со сборной Фарерских островов
. 17 ноября 2010 года в товарищеском матче с Израилем нападающий забил первый гол за сборную. Альвред Финнбогасон в составе сборной принимал участие в отборочных турнирах к чемпионату Европы 2012 (3 матча) и чемпионату мира 2014.
16 июня 2018 года забил первый гол Сборной Исландии на Чемпионатах мира по футболу.
В сезоне 2018/2019 игрока преследуют травмы. Сезон он начал в полу готовом состоянии так как ещё летом получил травму. По ходу сезона у игрока было ещё 4 травмы, но он умудрился в 16 матчах забит 10 мячей, а в матче Кубка Германии на 4-й добавленной минуте забил свой 11 мяч в этом сезоне. Несмотря на травмы, за последние 2 сезона игрок сделал 4 хет-трика, 2 из которых пришлись на этот сезон.

## Статистика

### Клубная
| Клуб                     | Сезон   | Национальный чемпионат | Национальный чемпионат | Национальный чемпионат | Национальные кубки, плей-офф | Национальные кубки, плей-офф | Континентальные кубки | Континентальные кубки | Всего | Всего |
| Клуб                     | Сезон   | Лига                   | Игры                   | Голы                   | Игры                         | Голы                         | Игры                  | Голы                  | Игры  | Голы  |
| ------------------------ | ------- | ---------------------- | ---------------------- | ---------------------- | ---------------------------- | ---------------------------- | --------------------- | --------------------- | ----- | ----- |
| Брейдаблик               | 2008    | Пепсидейлд             | 4                      | 1                      | 0                            | 0                            | 0                     | 0                     | 4     | 1     |
| Брейдаблик               | 2009    | Пепсидейлд             | 18                     | 13                     | 0                            | 0                            | 0                     | 0                     | 18    | 13    |
| Брейдаблик               | 2010    | Пепсидейлд             | 21                     | 14                     | 1                            | 0                            | 2                     | 0                     | 24    | 14    |
| Всего за «Брейдаблик»    |         |                        | 43                     | 28                     | 1                            | 0                            | 2                     | 0                     | 46    | 28    |
| Локерен                  | 2010/11 | Лига Жюпиле            | 8                      | 3                      | 7                            | 1                            | 2                     | 0                     | 17    | 4     |
| Локерен                  | 2011/12 | Лига Жюпиле            | 7                      | 1                      | 3                            | 2                            | 0                     | 0                     | 10    | 3     |
| Всего за «Локерен»       |         |                        | 15                     | 4                      | 10                           | 3                            | 2                     | 0                     | 27    | 7     |
| Хельсингборг             | 2012    | Аллсвенскан            | 17                     | 12                     | 1                            | 0                            | 4                     | 1                     | 22    | 13    |
| Всего за «Хельсингборг»  |         |                        | 17                     | 12                     | 1                            | 0                            | 4                     | 1                     | 22    | 13    |
| Херенвен                 | 2012/13 | Эредивизи              | 33                     | 24                     | 2                            | 4                            | 0                     | 0                     | 35    | 28    |
| Херенвен                 | 2013/14 | Эредивизи              | 31                     | 29                     | 3                            | 2                            | 0                     | 0                     | 34    | 31    |
| Всего за «Херенвен»      |         |                        | 62                     | 53                     | 5                            | 6                            | 0                     | 0                     | 69    | 59    |
| Реал Сосьедад            | 2014/15 | Ла Лига                | 25                     | 2                      | 3                            | 2                            | 2                     | 0                     | 30    | 4     |
| Всего за «Реал Сосьедад» |         |                        | 25                     | 2                      | 3                            | 2                            | 2                     | 0                     | 30    | 4     |
| → Олимпиакос (Пирей)     | 2015/16 | Суперлига              | 7                      | 1                      | 3                            | 0                            | 3                     | 1                     | 13    | 2     |
| Всего за «Олимпиакос»    |         |                        | 7                      | 1                      | 3                            | 0                            | 3                     | 1                     | 13    | 2     |
| Всего                    |         |                        | 169                    | 100                    | 23                           | 11                           | 13                    | 2                     | 205   | 113   |

### Международная
| Матчи Альвреда Финнбогасона за сборную Исландии | Матчи Альвреда Финнбогасона за сборную Исландии | Матчи Альвреда Финнбогасона за сборную Исландии | Матчи Альвреда Финнбогасона за сборную Исландии | Матчи Альвреда Финнбогасона за сборную Исландии | Матчи Альвреда Финнбогасона за сборную Исландии | Матчи Альвреда Финнбогасона за сборную Исландии |
| ----------------------------------------------- | ----------------------------------------------- | ----------------------------------------------- | ----------------------------------------------- | ----------------------------------------------- | ----------------------------------------------- | ----------------------------------------------- |
| №                                               | Дата                                            | Оппонент                                        | Счёт                                            | Голы Финнбогасона                               | Соревнование                                    |                                                 |
| 1                                               | 21 марта 2010                                   | Фарерские острова                               | 2-0                                             | -                                               | Товарищеский матч                               |                                                 |
| 2                                               | 17 ноября 2010                                  | Израиль                                         | 2-3                                             | 1                                               | Товарищеский матч                               |                                                 |
| 3                                               | 26 марта 2011                                   | Кипр                                            | 0-0                                             | -                                               | Отборочный матч ЧЕ—2012                         |                                                 |
| 4                                               | 5 июня 2011                                     | Дания                                           | 0-2                                             | -                                               | Отборочный матч ЧЕ—2012                         |                                                 |
| 5                                               | 10 августа 2011                                 | Венгрия                                         | 0-4                                             | -                                               | Товарищеский матч                               |                                                 |
| 6                                               | 7 сентября 2011                                 | Кипр                                            | 1-0                                             | -                                               | Отборочный матч ЧЕ—2012                         |                                                 |
| 7                                               | 29 февраля 2012                                 | Черногория                                      | 1-2                                             | 1                                               | Товарищеский матч                               |                                                 |
| 8                                               | 31 мая 2012                                     | Швеция                                          | 2-3                                             | -                                               | Товарищеский матч                               |                                                 |
| 9                                               | 7 сентября 2012                                 | Норвегия                                        | 2-0                                             | 1                                               | Отборочный матч ЧМ—2014                         |                                                 |
| 10                                              | 11 сентября 2012                                | Кипр                                            | 0-1                                             | -                                               | Отборочный матч ЧМ—2014                         |                                                 |
| 11                                              | 12 октября 2012                                 | Албания                                         | 2-1                                             | -                                               | Отборочный матч ЧМ—2014                         |                                                 |
| 12                                              | 16 октября 2012                                 | Швейцария                                       | 0-2                                             | -                                               | Отборочный матч ЧМ—2014                         |                                                 |
| 13                                              | 6 февраля 2013                                  | Россия                                          | 0-2                                             | -                                               | Товарищеский матч                               |                                                 |

## Достижения
Командные
 «Брейдаблик»
- Чемпион Исландии (1): 2010
- Обладатель кубка Исландии (1): 2009[13]

 «Локерен»
- Обладатель кубка Бельгии (1): 2011/12

 «Хельсингборг»
- Обладатель суперкубка Швеции (1): 2012

Личные
- Лучший бомбардир чемпионата Исландии (1): 2010
- Лучший молодой футболист Исландии (1): 2009
- Лучший бомбардир чемпионата Нидерландов (1): 2013/14